# 1189
Évszázadok: 11. század – 12. század – 13. század
Évtizedek: 1130-as évek – 1140-es évek – 1150-es évek – 1160-as évek – 1170-es évek – 1180-as évek – 1190-es évek – 1200-as évek – 1210-es évek – 1220-as évek – 1230-as évek
Évek: 1184 – 1185 – 1186 – 1187 –  1188 – 1189 – 1190 – 1191 – 1192 – 1193 – 1194

## Események

### Határozott dátumú események
- január 21. – II. Fülöp Ágost francia király és I. Richárd angol király megkezdi a keresztes sereg toborzását a harmadik keresztes hadjáratra.
- április 22. – Tizenegy hajó hagyja el Bréma kikötőjét, hogy a harmadik keresztes hadjárat keretében nekivágjon a Szentföldre vezető útnak.[1]
- május eleje – Rőtszakállú Frigyes német-római császár megindítja keresztes hadjáratát, a sereg III. Béla király engedélyével átvonul Magyarországon.[2]
- július 21. – I. Sancho portugál király – a keresztesekkel szövetségben – hozzákezd a közigazgatási és kereskedelmi központot,  Silves ostromához. (A keresztény ostromlók július 17-én érkeznek a város falai alá.)[1]
- szeptember 3.
  - I. Richárdot angol királlyá koronázzák.[3]
  - A mórok feladják Silvest és kivonulnak a városból.[1]
- november 16. – Leccei Tankréd Nápoly és Szicília királya trónra lép.[4]

### Határozatlan dátumú események
- az év folyamán – 
  - Szaladin szultán elfoglalja Montreal és Kerak várakat a keresztesektől.
  - Bréma városa kikerül a brémai érsek irányítása alól.[1]

## Halálozások
- július 6. – II. Henrik angol király[5] (* 1133)
- október 1. – Gerard de Ridefort, a Templomos Lovagrend nagymestere
- november 16. – II. Vilmos szicíliai király[4] (* 1153)